# Mick Herron
Mick Herron (Newcastle upon Tyne (Regne Unit), 11 de juliol de 1963) és un novel·lista de misteri i thriller britànic, guanyador del premi Gold Dagger 2013 de la Crime Writers' Association per la novel·la Dead Lions.

## Estudis
Es va educar al Balliol College de la Universitat d'Oxford, on es va llicenciar en anglès.

## Obra publicada

### Sèrie Zoë Boehm
- Down Cemetery Road (2003)
- The Last Voice You Hear (2004)
- Why We Die (2006)
- Smoke and Whispers (2009)

### Sèrie The Slough House (Jackson Lamb)
- Slow Horses (2010)
- Dead Lions (2013)
- The List (2015 novella)
- Real Tigers (2016)
- Spook Street (2017)[4]
- London Rules (2018)
- The Drop (2018 novel·la)
- Joe Country (2019)
- The Last Dead Letter (2020 novel·la)
- The Catch (2020 novel·la)
- Slough House (2021)
- Bad Actors (2022)
- Standing by the Wall (2022)

### Altres novel·les
- Reconstruction (2008)
- Nobody Walks (2015)
- This Is What Happened (2018)
- Dolphin Junction (2021)

Encara que no formen part de la sèrie Slough House, Reconstruction i Nobody Walks utilitzen alguns dels mateixos personatges. Pel que fa a la història, Reconstruction es situa abans de Slow Horses, mentre que Nobody Walks ve després de The List i abans de Spook Street.

## Adaptacions
"Slow Horses", la primera novel·la de Herron a la sèrie Slough House, ha estat adaptada com a sèrie per a televisió amb el mateix nom que el llibre, Slow Horses.